# 유현주 (배우)
유현주(1997년 1월 7일 ~ )는 대한민국의 배우이다.

## 학력
- 계원예술고등학교 연극영화과 졸업
- 동덕여자대학교 방송연예과

## 출연작

### 드라마
- 《그래도 푸르른 날에》 (KBS2, 2015년) - 이미정 역
- 《내성적인 보스》 (tvN, 2017년)
- 《돈꽃》 (MBC, 2017년) - 유종희 역
- 《내일도 맑음》 (KBS1, 2018년) - 강사랑 역

### 광고
- SK텔레콤
- 한국관광공사
- 에뛰드하우스